# 1932.
◄ | 19. stoljeće | 20. stoljeće | 21. stoljeće | ►
◄ | 1900-ih | 1910-ih | 1920-ih | 1930-ih | 1940-ih | 1950-ih | 1960-ih | ►
◄◄ | ◄ | 1929. | 1930. | 1931. | 1932. | 1933. | 1934. | 1935. | ► | ►►
Arhitektura • Astronomija • Biologija • Film • Fotografija • Glazba • Kazalište • Kemija • Kiparstvo • Knjige • Književnost • Kršćanstvo • Meteorologija • Medicina • Planinarstvo • Politika • Pravo • Promet • Slikarstvo • Strip • Šport • Televizija • Znanost • Zrakoplovstvo • Željeznički promet

## Događaji
- 1. listopada – Austrijski savezni kancelar Engelbert Dollfuss primijenio je prvi put zakon o ovlastima iz 1917. koji mu omogućuje izdavanje naredbi u slučaju nužde.
- Na lijevoj obali rijeke Mrežnice uz vlastitu hidrocentralu, jugozapadno od Karlovca sagrađena je tvornica Lola Ribar, te se razvila u modernu tvornicu za proizvodnju gaze i proizvoda od gaze, te proizvoda od vate. Prva službena registracija zabilježena je 22.  ožujka 1947. godine pod nazivom Tvornica sanitetskog materijala Lola Ribar Karlovac. Od 1993. godine „Lola Ribar” je dioničko društvo.[1][2]
- U Krušljevu na blagdan sv. Petra i Pavla žandari su provocirali sudionike tradicionalne procesije te pod izlikom tobožnjeg napada na njih otvorili vatru i ubili jednu ženu i jednog muškarca, a više ih ranili. Nakon toga, nekoliko su seljaka odveli u zatvor gdje su ih okrutno zlostavljali.[3]
- U Dublinu održan 31. Međunarodni euharistijski kongres: na pontifikalnoj misi sudjelovalo je milijun vjernika iz cijele Irske i Europe.[4]

## Rođenja

### Siječanj – ožujak
- 1. siječnja – Ivan Lacković Croata, hrvatski likovni umjetnik, kolekcionar i bibliograf († 2004.)
- 4. siječnja – Fabijan Šovagović, hrvatski glumac († 2001.)
- 5. siječnja – Umberto Eco, talijanski romanopisac († 2016.)
- 12. ožujka – Elma Karlowa, hrvatska i njemačka glumica († 1994.)
- 22. siječnja – Piper Laurie, američka glumica († 2023.)
- 24. siječnja – Henri Nouwen, nizozemski svećenik i pisac († 1996.)
- 27. siječnja – Nevenka Filipović, hrvatska lutkarica i glumica († 2007.)
- 1. veljače – Vanja Drach, hrvatski glumac († 2009.)
- 26. veljače – Johnny Cash, američki country pjevač († 2003.)
- 27. veljače – Elizabeth Taylor, američko-britanska glumica († 2011.)
- 28. ožujka – Anica Zubović, hrvatska pjevačica

### Travanj – lipanj
- 4. travnja – Andrej Tarkovski, ruski redatelj († 1986.)
- 10. travnja – Omar Sharif, egipatski glumac († 2015.)
- 27. travnja – Anouk Aimée, francuska glumica († 2024.)
- 9. lipnja – Branko Lustig, hrvatski filmski producent, dvostruki dobitnik Oscara († 2019.)
- 23. lipnja – Pat Morita, američki glumac († 2005.)
- 24. lipnja – Alfie Lambe,  irski katolički aktivist († 1959.)

### Srpanj – rujan
- 3. srpnja – Josip Cmrok, hrvatski kipar i keramičar († 2012.)
- 6. srpnja – Herman Hertzberger, nizozemski arhitekt
- 9. srpnja – Donald Rumsfeld, američki političar
- 10. srpnja – Carlo Abate, talijanski vozač Formule 1
- 12. srpnja – Ante Vulin, hrvatski akademik i arhitekt († 2012.)
- 18. srpnja – Sanda Langerholz, hrvatska glumica, pjevačica i plesačica
- 19. srpnja – Božo Potočnik, hrvatski skladatelj, dirigent i glazbenik
- 30. srpnja – Edd Byrnes, američki glumac († 2020.)
- 2. kolovoza – Peter O'Toole, irski glumac († 2013.)
- 17. kolovoza – Vidiadhar Surajprasad Naipaul – britanski književnik i nobelovac
- 2. rujna – Blagoje Adžić, general JNA († 2012.)
- 5. rujna – Miro Glavurtić, hrvatski slikar, književnik i mistik († 2023.)
- 18. rujna – Josip Vončina, hrvatski jezikoslovac, književni povjesničar, akademik († 2010.)
- 21. rujna – Ljubomir Kapor, hrvatski glumac († 2010.)
- 22. rujna – Ingemar Johansson, švedski boksač († 2009.)
- 29. rujna – Robert Benton, američki glumac († 2025.)

### Listopad – prosinac
- 17. studenoga – Ante Dulčić, hrvatski glumac († 2008.)
- 22. studenoga – Franjo Jurjević, hrvatski gimnastičar († 2022.)
- 23. studenoga – Jerko Fućak, hrvatski teolog, bibličar, franjevac († 1992.)
- 29. studenoga – Jacques Chirac, francuski političar († 2019.)
- 1. prosinca – Antun Šoljan, hrvatski književnik († 1993.)
- 8. prosinca – Biserka Alibegović, hrvatska kazališna, filmska i televizijska glumica († 2017.)

## Smrti

### Siječanj – ožujak
- 9. siječnja – Tonka Savić-Flieder-Macuka, hrvatska glumica (* 1861.)
- 23. siječnja – Bernardina Franjka Horvat, pjesnikinja, pripovjedačica i dramska spisateljica (* 1899.)
- 29. veljače – Vladimir Čerina, hrvatski književnik (* 1891.)

### Travanj – lipanj
- 3. svibnja – Anton Wildgans, austrijski književnik (* 1881.)
- 29. lipnja – Ivan Rendić, hrvatski kipar (* 1849.)

### Srpanj – rujan
- 4. srpnja – Ljudevit Rossi, hrvatski botaničar i planinar, domobranski major (* 1850.)
- 12. srpnja – Tomáš Baťa, češki industrijalac (* 1876.)
- 7. rujna – Georg von Waldersee, njemački general i vojni zapovjednik (* 1860.)

## Nobelova nagrada za 1932. godinu
- Fizika: Werner Heisenberg
- Kemija: Irving Langmuir
- Fiziologija i medicina: Charles Scott Sherrington i Edgar Douglas Adrian
- Književnost: John Galsworthy
- Mir: nije dodijeljena

## Vanjske poveznice
|  | Zajednički poslužitelj ima još gradiva o temi 1932. |